# Buchs (Dagmersellen)
Buchs (toponimo tedesco) è una frazione di 386 abitanti del comune svizzero di Dagmersellen, nel distretto di Willisau (Canton Lucerna).

## Geografia fisica
Buchs si trova nell'alto Hürntal.

## Storia

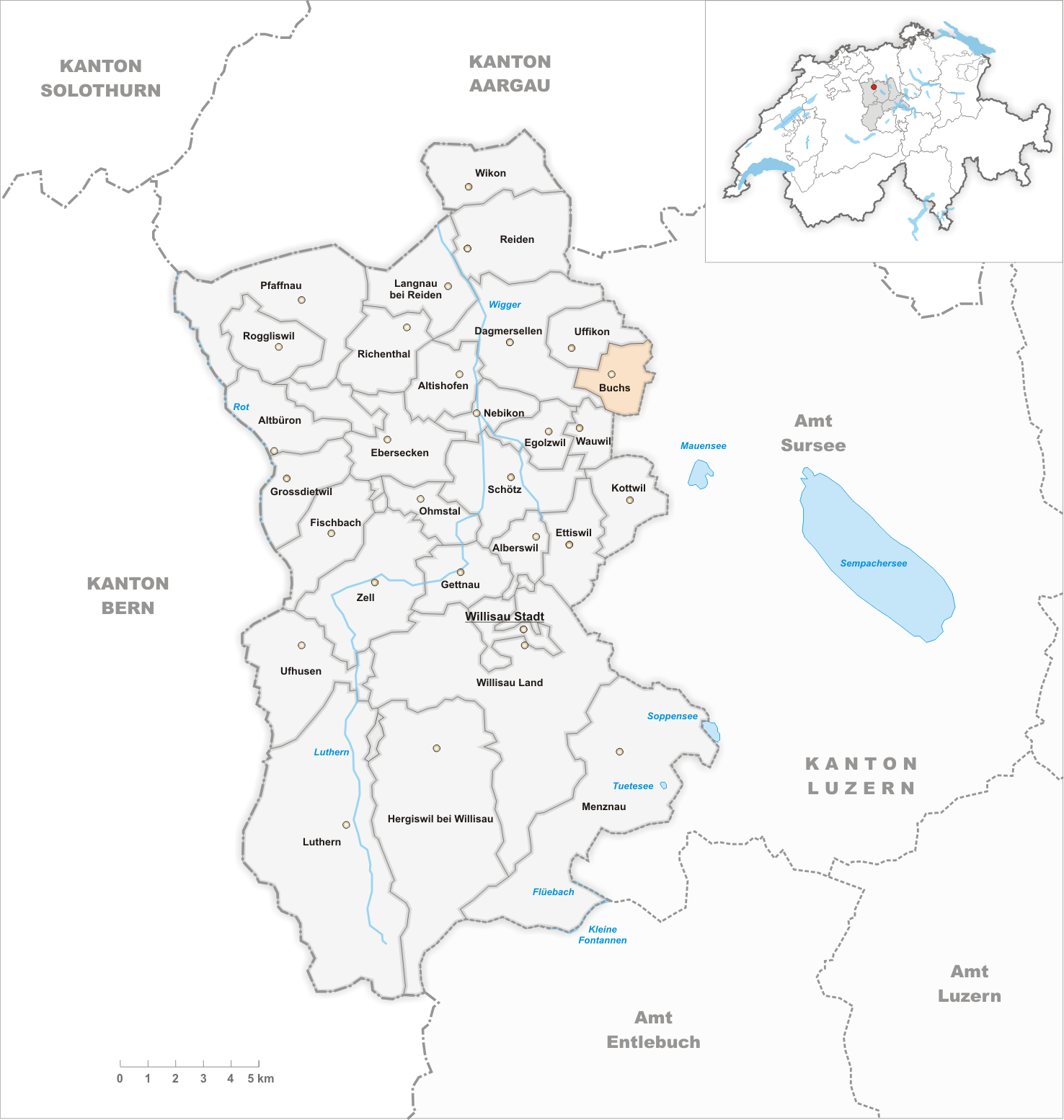
Il territorio del comune di Buchs prima degli accorpamenti comunali del 2006

Già comune autonomo che si estendeva per 4,64 km², il 1º gennaio 2006 è stato accorpato a quello di Dagmersellen assieme all'altro comune soppresso di Uffikon.

### Simboli
Il faggio (in tedesco Buche) è un'arma parlante con riferimento al nome del paese. L'albero era raffigurato sul più antico sigillo comunale conosciuto, risalente al XVIII secolo (1730).

## Monumenti e luoghi d'interesse

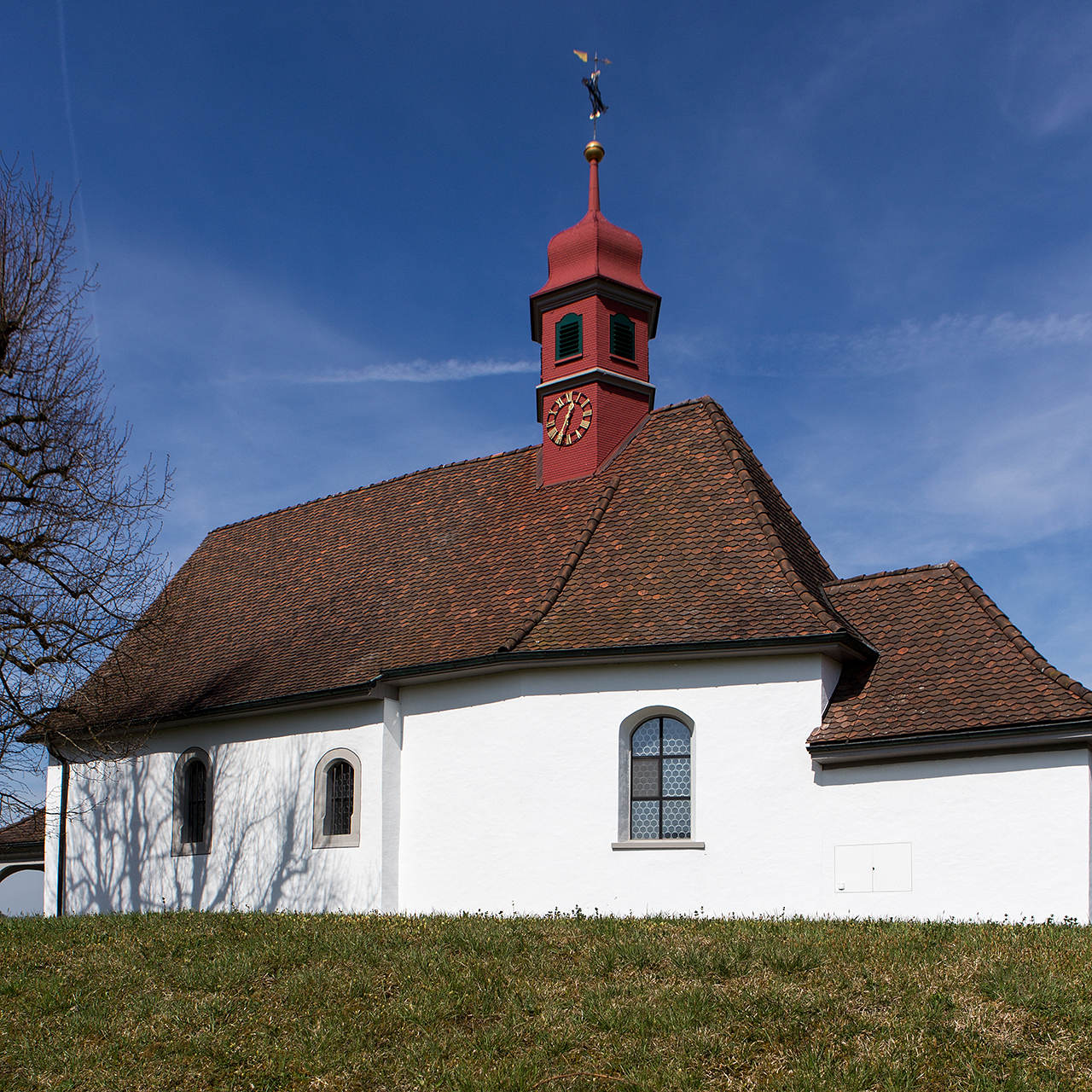
La cappella di Sant'Andrea

- Cappella cattolica di Sant'Andrea, attestata dal 1371[1].

## Società

### Evoluzione demografica
L'evoluzione demografica è riportata nella seguente tabella:
Abitanti censiti

## Economia
L'economia locale si basa prevalentemente sull'agricoltura.